# .5: The Gray Chapter
.5: The Gray Chapter è il quinto album in studio del gruppo musicale statunitense Slipknot, pubblicato il 17 ottobre 2014 dalla Roadrunner Records.
Si tratta del primo album in studio inciso dal gruppo senza il bassista Paul Gray, deceduto nel 2010 e al quale è dedicato l'album, e il batterista Joey Jordison, che ha lasciato il gruppo nel 2013, nonché l'ultimo a figurare il percussionista Chris Fehn, licenziato dagli Slipknot nel 2019.

## Antefatti
Il processo di registrazione per il seguito di All Hope Is Gone, pubblicato nel 2008, è iniziato nel tardo 2013. Il chitarrista Jim Root si è tirato fuori dal tour 2014 del suo altro gruppo, gli Stone Sour (di cui è membro anche il cantante Corey Taylor), per dedicarsi a tempo pieno alla composizione del materiale per il quinto album degli Slipknot. Nel mese di novembre 2013 Taylor ha rivelato che il quinto album sarebbe stato qualcosa di molto pesante:

Il 12 dicembre 2013 gli Slipknot hanno annunciato attraverso il sito ufficiale che Jordison ha deciso di separarsi dal gruppo per motivi personali:
Taylor ha inoltre affermato che Jordison non sarebbe apparso nel nuovo album, dal momento che non ha partecipato alla composizione dei brani prima della sua dipartita a causa dei suoi impegni nel progetto parallelo Scar the Martyr. Gli Slipknot hanno deciso di continuare con i piani di registrazione del quinto album nonostante l'assenza di Jordison. Le parti di batteria sono state pertanto registrate da Jay Weinberg, il cui nome inizialmente fu tenuto all'oscuro da parte del gruppo, mentre quelle di basso sono state divise tra Root, l'altro chitarrista Mick Thomson, Donnie Steele (chitarrista originario degli Slipknot agli esordi) e Alessandro Venturella.

A partire dal 27 febbraio 2014 gli Slipknot hanno oscurato il proprio sito ufficiale, proseguendo nel frattempo alle lavorazioni sul quinto album. Il 3 luglio Corey Taylor ha annunciato che l'album è stato quasi completato:

## Tematiche e stile musicale
Come lasciato intendere dal titolo, .5: The Gray Chapter è dedicato alla memoria del bassista Paul Gray. In merito a ciò, Corey Taylor ha raccontato:
Il frontman ha inoltre spiegato la direzione musicale dell'album, descritta come un incrocio tra le sonorità di Iowa (2001) e quelle di Vol. 3: (The Subliminal Verses) (2004). In un'intervista con Pop Culture Madness, Taylor ha aggiunto che .5: The Gray Chapter contiene "melodie bellissime" e una direzione artistica come quella di Vol. 3: (The Subliminal Verses), ma conserva ancora la "brutalità" dell'era di Iowa.

## Promozione
L'album è stato anticipato dalla pubblicazione dei singoli The Negative One e The Devil in I, rispettivamente pubblicati per il download digitale il 5 agosto e il 24 agosto. Quest'ultimo singolo è stato reso disponibile anche in formato CD il 7 ottobre esclusivamente per Best Buy. Il 10 ottobre gli Slipknot hanno reso disponibile per l'ascolto il terzo singolo Custer attraverso il proprio canale YouTube, mentre tra il 14 e il 17 dello stesso mese sono stati resi disponibili per l'ascolto i brani XIX, Sarcastrophe, AOV, Killpop e Skeptic.
.5: The Gray Chapter è stato pubblicato il 21 ottobre 2014 dalla Roadrunner Records in svariati formati: CD, doppio vinile, download digitale e deluxe. Quest'ultima versione, a differenza delle altre, è caratterizzata dall'aggiunta delle bonus track Override e The Burden.
Killpop è stato in seguito pubblicato come ottavo singolo ufficiale dell'album, seguito a giugno dal relativo video musicale. A inizio ottobre 2015 il gruppo ha pubblicato il video di XIX, diretto dal percussionista Shawn Crahan, mentre il 5 gennaio 2016 è stato estratto come ultimo singolo Goodbye.
L'album è stato inoltre promosso da una tournée mondiale culminata con la loro esibizione al Knotfest Mexico, evento successivamente immortalato nell'album dal vivo Day of the Gusano: Live in Mexico, uscito nell'ottobre 2017.

## Accoglienza
| Recensione   | Giudizio |
| ------------ | -------- |
| AllMusic     |          |
| The Guardian |          |

## Tracce
Testi e musiche di Corey Taylor e James Donald Root, eccetto dove indicato.
1. XIX – 3:10 (Corey Taylor, James Donald Root, Michael Shawn Crahan)
2. Sarcastrophe – 5:06
3. AOV – 5:32
4. The Devil in I – 5:42
5. Killpop – 3:45
6. Skeptic – 4:46
7. Lech – 4:50 (Corey Taylor)
8. Goodbye – 4:35 (Corey Taylor)
9. Nomadic – 4:18 (Corey Taylor)
10. The One That Kills the Least – 4:11
11. Custer – 4:14
12. Be Prepared for Hell – 1:57 (Corey Taylor, James Donald Root, Michael Shawn Crahan)
13. The Negative One – 5:25
14. If Rain Is What You Want – 6:20 (Corey Taylor, James Donald Root, Craig Alan Jones)
15. -Silent- – 2:00 – traccia fantasma nell'edizione CD
16. Huffys Between Dumpsters – 6:20 (James Donald Root, Michael Shawn Crahan) – traccia fantasma nell'edizione CD
17. Flea Curcus – 1:29 (James Donald Root, Michael Shawn Crahan) – traccia fantasma nell'edizione CD

Tracce bonus nell'edizione digitale
1. Override – 5:37
2. The Burden – 5:23

CD bonus nell'edizione deluxe
1. Override – 5:37
2. The Burden – 5:23
3. -Silent- – 2:00 – traccia fantasma
4. Huffys Between Dumpsters – 6:20 (James Donald Root, Michael Shawn Crahan) – traccia fantasma
5. Flea Circus – 1:29 (James Donald Root, Michael Shawn Crahan) – traccia fantasma

## Formazione
Gruppo
- Shawn Crahan – percussioni, cori
- Chris Fehn – percussioni, cori
- Sid Wilson – giradischi
- Mick Thomson – chitarra, basso[21]
- Craig Jones – campionatore, tastiera
- Jim Root – chitarra, basso[21]
- Corey Taylor – voce, basso (traccia 8)[45]

Altri musicisti
- Donnie Steele – basso[21]
- Alessandro Venturella – basso
- Jay Weinberg – batteria[21]

Produzione
- Slipknot – produzione
- Greg Fidelman – produzione, missaggio (tracce 1 e 12)
- Joe Barresi – missaggio (eccetto tracce 1 e 12)
- Jim Monti – registrazione
- Greg Gordon – registrazione
- Sara Lyn Killion – registrazione
- Geoff Neal – assistenza tecnica
- Chris Claypool – assistenza tecnica
- Marcus Johnson – assistenza tecnica
- Evin O'Cleary – assistenza tecnica
- Dan Monti – montaggio
- Lindsay Chase – coordinazione alla produzione
- Vlado Meller – mastering

## Classifiche

### Classifiche settimanali
| Classifica (2014)          | Posizione massima |
| -------------------------- | ----------------- |
| Australia                  | 1                 |
| Austria                    | 2                 |
| Belgio (Fiandre)           | 12                |
| Belgio (Vallonia)          | 13                |
| Canada                     | 1                 |
| Danimarca                  | 5                 |
| Finlandia                  | 4                 |
| Francia                    | 8                 |
| Germania                   | 2                 |
| Giappone                   | 1                 |
| Italia                     | 6                 |
| Norvegia                   | 4                 |
| Nuova Zelanda              | 2                 |
| Paesi Bassi                | 13                |
| Portogallo                 | 9                 |
| Regno Unito                | 2                 |
| Regno Unito (rock & metal) | 1                 |
| Spagna                     | 17                |
| Stati Uniti                | 1                 |
| Stati Uniti (hard rock)    | 1                 |
| Stati Uniti (rock)         | 1                 |
| Stati Uniti (tastemakers)  | 1                 |
| Svezia                     | 3                 |
| Svizzera                   | 1                 |
| Ungheria                   | 3                 |

### Classifiche di fine anno
| Classifica (2014)       | Posizione |
| ----------------------- | --------- |
| Australia               | 55        |
| Austria                 | 55        |
| Belgio (Fiandre)        | 132       |
| Germania                | 70        |
| Stati Uniti             | 96        |
| Stati Uniti (hard rock) | 4         |
| Stati Uniti (rock)      | 19        |
| Classifica (2015)       | Posizione |
| Stati Uniti (hard rock) | 7         |
| Stati Uniti (rock)      | 22        |

## Date di pubblicazione
| Paese                 | Data di pubblicazione | Formati                          |
| --------------------- | --------------------- | -------------------------------- |
| Europa                | 17 ottobre 2014       | CD, 2 CD, 2 LP                   |
| Europa                | 20 ottobre 2014       | Download digitale                |
| Stati Uniti d'America | 21 ottobre 2014       | CD, 2 CD, 2 LP download digitale |